# Rick Malambri
Rick Malambri (Fort Walton Beach, Flórida, Estados Unidos em 7 de Novembro de 1982) é um ator, dançarino e modelo. estadunidense. Ele é a estrela do filme Step Up 3D, lançado nos cinemas em 6 de agosto de 2010.

## Vida e carreira
Rick Malambri nasceu na cidade de Fort Walton Beach, no estado da Flórida, Estados Unidos, filho de Jeannie Marie (Egleston) e Timothy Michael Malambri. Malambri é casado com a modelo e atriz Lisa Mae desde 2010.
Malambri começou sua carreira como modelo, depois de ter sido destaque nos anúncios da Abercrombie & Fitch em 2004. Tendo se mudado para Nova Iorque, Malambri era um modelo de destaque em roupas, bem como um dançarino. Sua carreira começou com pequenos papéis em episódios de televisão em 2007, e mudou-se para os filmes em 2010. Apesar de sua carreira emergente, Rick tem sido seletivo nas funções do projeto para aceitar, notando que ele se esforça para escolher papéis que não classificam-lo.
Para a implantação de Step Up 3D, Malambri tem sido destaque em revistas como Da Man entre agosto e setembro de 2010, e agora está associado com a fabricante estadunidense de calçados, K-Swiss.

## Filmografia
Observação: Ano - Filme ou Série - Personagem ou Notas
- 2011: The Lying Game - Eduardo Diaz (The Choreographer)
- 2011: A Holiday Heist - Duncan
- 2010: After The Fall - Will Dutton
- 2010: We Are Champions - Kevin McDonald
- 2010: 10,000 Doors - Steven Talbert
- 2010: Step Up 3D - Luke
- 2009: Surrogates - Clerk
- 2009: Party Down (1 episódio) - Bran
- 2009: Criminal Minds (4º Temporada, Episódio 20) - Dan Keller
- 2007: Universal Soldiers - Lt. Ash
- 2007: How I Met You Mother - 2ª temporada, Episódio 16 - Robin's Ex-Boyfriend

## Aparições em Videoclipes
| Artistas                 | Título da canção     |
| ------------------------ | -------------------- |
| Britney Spears           | If U Seek Amy        |
| Roscoe Dash Feat. T-Pain | I Got My Own Step    |
| Eqah                     | If It Isn't with You |